# Anthobryum
Anthobryum es un género con cuatro especies de plantas  perteneciente a la familia Frankeniaceae. 
Está considerado un sinónimo del género Frankenia

## Especies
- Anthobryum aretioides Phil.
- Anthobryum clarenii (R.E.Fr.) Cabrera
- Anthobryum tetragonum Phil.
- Anthobryum triandrum (J.Rémy) Surgis